# 日本外来臨床精神医学会
日本外来臨床精神医学会（にほんがいらいりんしょうせいしんいがくかい、英: The Japanese Society of Clinical Outpatient Psychitry (JCOP)）は、外来臨床精神医学・医療・保健・福祉に関する研究発表、知識の交換、関連学会との連携協力を行うことにより、外来臨床精神医学の進歩普及を図り、学術の発展及び精神障害者の福利の増進に寄与することを目的とした学会である。2001年に「外来臨床精神医学懇話会」が設立され、2003年に「日本外来臨床精神医学会」へと発展した。
。

## 概要
主な事業活動は研究発表会、講演会等の催し、学会誌その他の刊行物の発行、研究の奨励及び研究業績の表彰、関連学術団体との連携及び協力、国際的な研究協力の推進などである。

## 学会誌
- 外来臨床精神医学

## 会員数
- 260名（2013年1月現在）